# Teatro Rosa Damasceno
O Teatro Rosa Damasceno foi uma sala de espetáculos localizado União de Freguesias da cidade de Santarém, na cidade de Santarém, em Portugal.
Em 10 de Março de 2007 o edifício ardeu parcialmente durante algumas horas, tendo a decoração interior ficado irremediavelmente perdida. Subsiste contudo a estrutura em betão, bem como a fachada.
O edifício está classificado como Imóvel de Interesse Público desde 2002.

## História
A primeira sala de espetáculos que existiu no que é atualmente o Teatro Rosa Damasceno foi construída entre 1877 e 1884, sobre as ruínas da antiga Igreja de São Martinho, por iniciativa do Club Santarém. O projecto de arquitetura foi da responsabilidade de José Luís Monteiro, que o modelou a partir de outra obra sua, o Teatro Ginásio Club, em Lisboa. Era uma sala edificada ao gosto romântico, imperando na fachada uma linguagem marcadamente clássica.
À época, a sala era designada como "Teatro de Santarém", contudo uma atuação fabulosa da atriz Rosa Damasceno em 1894, na representação da peça "O Amigo Fritz" pela Companhia de Teatro Normal de Lisboa, fez com que a direção do Clube de Santarém mudasse o nome ao seu teatro, dando-lhe o nome da referida atriz.
No início de 1937, a direção do Clube de Santarém entendeu remodelar a sala em novo edifício que se adequasse às necessidades técnicas do cinema bem como à "estética do nosso tempo", segundo jornais da época. Este projecto ficou a cargo do arquitecto Amílcar da Silva Pinto, que desenvolvia vasta obra na cidade de Santarém.
As obras iniciaram-se em Junho de 1937 e a nova sala foi inaugurada em Setembro de 1938.
Na revista da época “Arquitetura Portuguesa”, o novo espaço foi classificado como perfeito para as suas funções cinematográficas e teatrais, do ponto de vista acústico. Este edifício é considerado, segundo alguns autores, como exemplo de um "modernismo radical", em estilo bastante influenciado pela corrente holandesa "De Stijl", sendo a fachada dominada pela curva dinâmica do cilindro central que impunha uma nova verticalidade ao espaço. Tanto no exterior como no interior nota-se uma influência clara da arte deco, sobretudo ao nível da iluminação e da decoração. De salientar, que todo o mobiliário e bem os elementos decorativos foram desenhados por Amílcar Pinto.
Em 1999 deixou definitivamente de funcionar, tendo apenas sido usado extraordinariamente em 2001 para um concerto de Maria João e Mário Laginha.
Em 2004 o edifício foi cedido pelo Clube de Santarém ao Grupo Enfis, liderado pelo empresário Joaquim Rosa Tomaz, dono de um vasto património em Santarém onde se incluem um ginásio, restaurante, colégio privado e residência para seniores, entre outros imóveis. Em troca o clube recebeu lotes de terreno no concelho vizinho de Almeirim, processo que foi contestado pela Câmara Municipal de Santarém. O município também tentou adquirir o imóvel mas sem conseguir convencer o Clube de Santarém, que acabou por fechar contrato com o Grupo Enfis, ignorando o direito de preferência da autarquia no negócio.
Em Março 2007 um incêndio de causas desconhecidas destruiu quase por completo a antiga sala de espetáculos.